# Era (meer)
Era is een stuwmeer in de Atsbi Wenberta woreda van Tigray in Ethiopië. De aarden dam werd gebouwd in 1997 door SAERT.

## Eigenschappen van de dam
- Hoogte: 16,73 meter
- Breedte van de overloop: 10 meter

## Capaciteit
- Oorspronkelijke capaciteit: 1 920 000 m³
- Ruimte voor sedimentopslag: 480 000 m³
- Oppervlakte: 37 ha

## Irrigatie
- Gepland irrigatiegebied: 100 hectare
- Effectief irrigatiegebied in 2002: 95 hectare

## Omgeving
Het stroomgebied van het reservoir is 16 km² groot. Het reservoir ondergaat snelle sedimentafzetting.  Een deel van het water gaat verloren door insijpeling; een positief neveneffect hiervan is dat dit bijdraagt tot het grondwaterpeil.